# Послання до Колосян

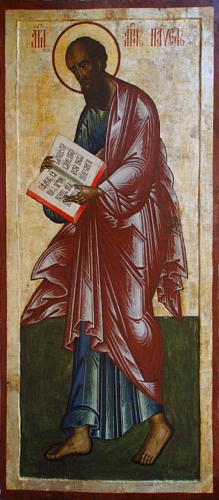
Апостол Павло. З іконостасу монастиря Кіжі в Карелії

Послання ап. Павла до колосян — одна з книг Нового Заповіту, є посланням Святого апостола Павла з Риму до вірних християн в м. Колоси — стародавньому місті в Фригії, яке відоме також як Хони або Кона (внутрішні терени сучасної північно-західної Туреччини). Послання до колосян Павло написав в Римі, у 57 або у 62 році, перебуваючи у римській в'язниці.

## Зміст
Як більшість Павлових послань, цей лист складається з двох частин — доктринної та практичної.
Доктринна частина охоплює перші два розділи послання. Головна тема листа викладена у другому розділі. Павло попереджає колосян, щоби Вони не відпадали від Того, в Кому проживає вся повнота Божества (Кол. 2:9), і Хто був головою всіх духовних сил. Павло навчає, що Христос є головою тіла Церкви, частинами якого були колосяни. І якщо вони справді об'єднані з Ним, що більше вони потребують?
Св. Павло бачив, що колосяни виросли духовно завдяки їхній любові до вибраних у Христі (Кол. 1:4, Кол. 1:8). Знаючи це, він хотів щоб вони росли в мудрості та знанні, щоби їхня любов ґрунтувалася на принципах, а не сентиментальності. (Кол. 1:9-Кол. 1:11). «Христос у вас є вашою надією слави!» (Кол. 1:27)
Практична частина листа (3-4 розділи) наголошує на різних обов'язках, які природно випливають з викладених доктрин. Він призиває колосян до духовних речей, які вгорі (Кол. 3:1-Кол. 3:4); умертвити кожен злий порок їхньої природи та зодягнутися у нову людину (Кол. 3:5-Кол. 3:14).
Багато обов'язків християнського життя теж наголошуються як такі, що є підходящим доказом християнського характеру. Апостол народів св. Павло у Посланні до колосян теж переказує віруючим засади життя в родині та в спільноті.
Тихик мав принести листа колосянам так само, як він приносив листа до ефесян та до Филимона, і він мав розповісти колосянам про становище апостола Павла (Кол. 4:7-Кол. 4:9). Після дружніх привітань (Кол. 4:10-Кол. 4:14), Павло просить колосян помінятися листами із сусідньою Церквою Лаодикійською, до якої він також писав, щоб обидва ці листи були прочитані і в Колосах, і в Лаодикії. Існуючий апокрифічний лист до Лаодикійців, який майже скрізь вважається підробним, базується на цій вказівці. Св. Павло завершує цей короткий але вражаючий лист своїм звичайним автографічним привітанням. Існує значна схожість між цим листом та посланням до Ефесян.

## Церква в Колосах
Отримувачем листа є колоська громада, яка особисто не знає Апостола Павла (Кол.2:1). Колоси - античне місто у Фригії на річці Лікус, що існувало між V століттям до н. е. і XII століттям н. е., на 170 км. на схід від Ефесу. Місто мало на той час значну юдейську громаду. Місто було напевно значною мірою зруйноване землетрусом 60/61 років. Так Тацит описує сусідню Лаодікею: «У тому ж році Лаодікея, одне з найголовніших міст Азії, була зруйнована землетрусом і без нашої допомоги, своїми засобами сама себе підняла з руїн.».
Звідси і слідують труднощі датування листа після 60 років. Проте з Кол.4:16  слідує, що був і лист у Лаодікею, який не дійшов до отримувача, чи був втрачений пізніше, можливо внаслідок землетрусу.